# Čezeta
Čezeta (Aussprache: Tschesetta) war eine ab 1957 gebaute tschechoslowakische Motorroller-Serie mit dem 175-cm³- bzw. 200-cm³-Zweitaktmotor von Česká zbrojovka (ČZ) in Strakonice. Auffällig war die stromlinienförmige Verkleidung mit dem Gepäckträger auf dem Tank über dem Vorderrad.
Ab 2013 wurde der ehemalige Modellname des Motorrollers von der tschechoslowakischen Čezeta Motors s.r.o. weitergenutzt.

## Technik und Bautypen

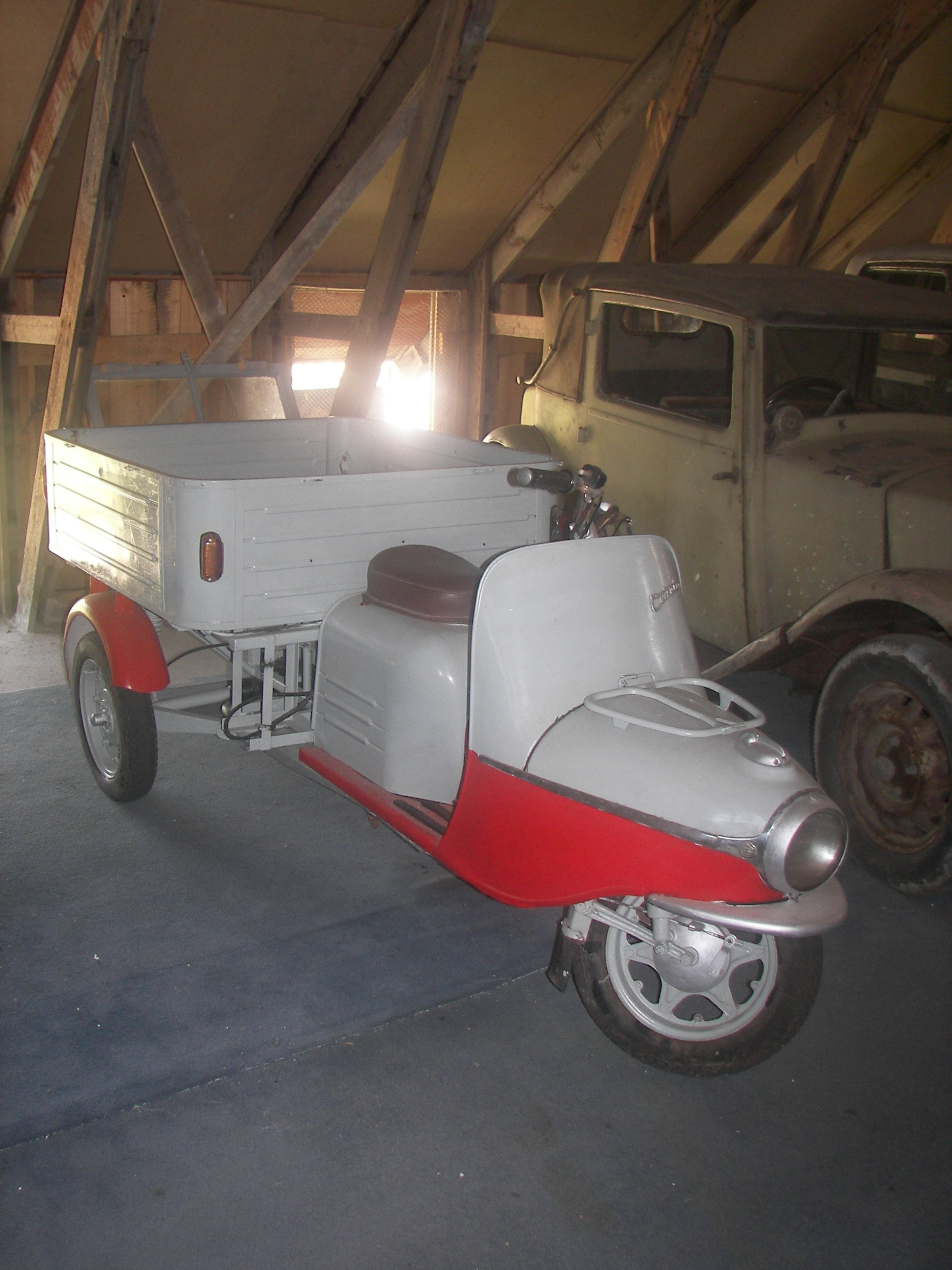
Dreirad

Die Roller hatten eine Leistung von anfangs 8 PS (ab 1961 9,5 PS), konnten mit einem Elektro- oder Kickstarter in Gang gesetzt werden und erreichten eine Höchstgeschwindigkeit von circa 90 km/h. Der Benzintank fasste 12 Liter.
Bekannt sind folgende Typen:
- Čezeta Scooter ČZ 501, ČZ 502; manchmal auch mit Plexiglas-Windschutzscheibe und Lenkerabdeckung
- Čezeta-Dreirad ČZ 505 (1962/1963). In verschiedenen Konstruktionsvarianten als wendiges Lieferfahrzeug im Einsatz.[2]
- N-Zeta, ein zwischen 1958/1959 und 1964 in Neuseeland von JNZ Manufacturing Ltd montierter Čezeta, um hohe Zollgebühren für Fertigprodukte zu umgehen. Er erhielt einen stärkeren 200-cm³-Motor.

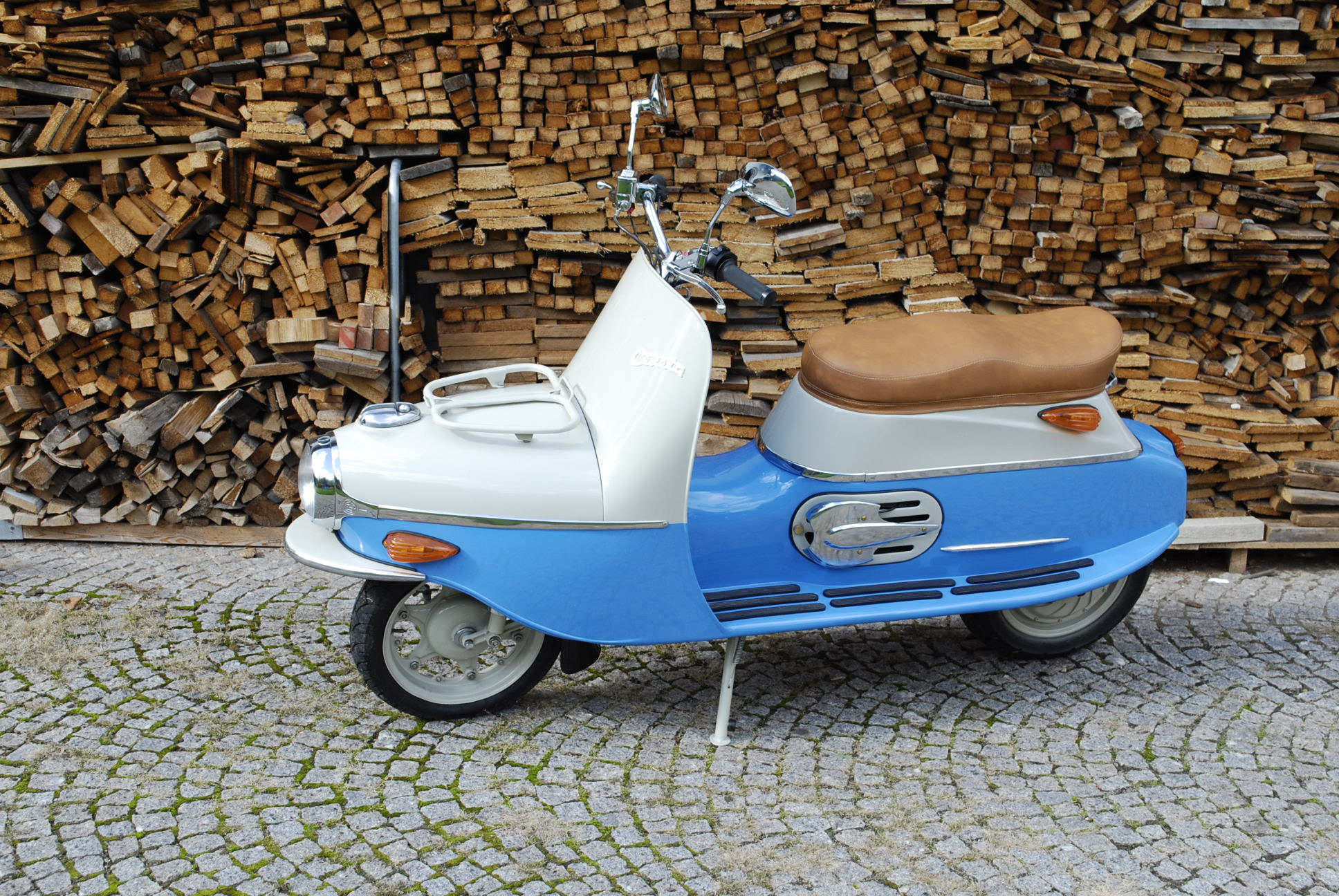
Elektro-Čezeta ČZ 506

- Čezeta ČZ 506, ein Elektro-Motorroller, konstruiert 2012 und ab 2013 hergestellt, mit Lithium-Ionen-Batterien, hergestellt von der neu gegründeten Gesellschaft Čezeta Motors s.r.o.

Außerdem wurde ein Seitenwagen der Firma Drupol angeboten; das Gespann trug dann den Namen Druzeta.

## Čezeta in Museen
- Technikmuseum Brno (Muzeum motorových vozidel)
- Motormuzeum Riga
- Museum of Transport and Technology in Auckland, Neuseeland
- PS-Speicher in Einbeck Deutschland